# Amputechture
Amputechture ist das am 8. September 2006 erschienene Musikalbum der Progressive-Rock-Band The Mars Volta. Es ist das dritte Studioalbum der im Jahr 2001 gegründeten Band.
Wie schon das Vorgängeralbum wurde auch Amputechture von Gitarrist Omar Alfredo Rodriguez-Lopez inszeniert und produziert sowie von Sänger Cedric Bixler-Zavala geschrieben. Umgesetzt wurden die Kompositionen von Isaiah Ikey Owens (Piano), Juan Alderete De La Pena (Bass), Schlagzeuger Jon Theodore, der nach Fertigstellung die Band verließ, Red-Hot-Chili-Peppers-Gitarrist John Frusciante, Paul Hinojos-Gonzales, der schon bei At the Drive-In mitarbeitete sowie Marcel Rodriguez-Lopez, Adrian Terrazas-Gonzales und Sara Christina Gross. Die Aufnahmen fanden in Los Angeles, El Paso und Melbourne in Australien statt.
Der fiktive Begriff „Amputechture“ setzt sich aus den englischen Wörtern „amputate“ (= abnehmen, entfernen, amputieren), „Architecture“ (= Architektur) und „Technology“ (= Technologie, Technik) zusammen, ist somit ein Kofferwort. Das Cover zeigt ein Bild (Big Mutant) des surrealistischen Malers Jeff Jordan. Auf der Disk ist sein Bild Dwarf Dancing zu sehen.
Nachdem die ersten beiden Alben einen thematischen roten Faden hatten, kommen die Texte auf Amputechture zwar ohne ein inhaltliches Leitmotiv aus, sind aber erneut von einer sehr pessimistischen Stimmung mit deutlich erkennbaren religiösen Bezügen geprägt.

## Trackliste
1. Vicarious Atonement – 7:19
2. Tetragrammaton – 16:41
3. Vermicide – 4:15
4. Meccamputechture – 11:02
5. Asilos Magdalena – 6:34
6. Viscera Eyes – 9:23
7. Day of the Baphomets – 11:56
8. El Ciervo Vulnerado – 8:50